# Каннельмякі (станція)
60°14′23″ пн. ш. 24°52′35″ сх. д. / 60.239722° пн. ш. 24.876389° сх. д.
Каннельмякі (фін. Kannelmäen rautatieasema, швед. Gamlas järnvägsstation) — залізнична станція мережі приміських залізниць Гельсінкі, розташована на півночі Гельсінкі, Фінляндія, розташований приблизно за 9 км на північ/північний захід від  Гельсінкі-Центральний.
Пасажирообіг у 2019 склав 2,599,597 осіб

Станція розташована у районі Каннельмякі, між станціями Похьоїс-Гаага та Мальмінкартано, обслуговуючи приміську лінію I/P між Гельсінкі-Центральне та Вантаанкоскі.
Станція має дві берегові платформи, одну для поїздів у південному напрямку та іншу для поїздів у північному напрямку. 

## Пересадки
- Автобуси: 36, 40, 42, 52, 56